# Србиново
Србиново (мкд. Србиново) је насељено место у Северној Македонији, у северозападном делу државе. Србиново припада општини Гостивар.
Србиново је било седиште истоимене општине, која је 2004. године прикључена општини Гостивар.

## Географски положај
Насеље Србиново је смештено у северозападном делу Северне Македоније. Од најближег већег града, Гостивара, насеље је удаљено 16 km јужно.
Србиново се налази у горњем делу историјске области Полог. Насеље је положено у клисури речице Лакавице, прве значајније притоке Вардара. Западно од насеља се изидже планина Буковик, а источно Сува гора. Надморска висина насеља је приближно 660 метара.
Клима у насељу је умерено континентална.

## Историја
То је старо српско средњовековно насеље код Гостивара.
У турско време радила је у селу турска основна школа. У месту су већинско становништво чинили Албанци. Прва школа на српском језику отворена је тек крајем 1929. године. Године 1933. у месту је основна школа са учитељем Милошем Мразовцем. У Србиново долази за учитеља 1937. године Јован Станковић. Касније до 1938. године ради у месној школи Петар Мирић.

## Становништво
По попису становништва из 2002. године Србиново је имало 1.039 становника.
Претежно становништво у насељу су Албанци (100%).
Већинска вероисповест у насељу је ислам.